# Gregor Meyle/Diskografie
Diese Diskografie ist eine Übersicht über die musikalischen Werke des deutschen Popsängers Gregor Meyle. Den Schallplattenauszeichnungen zufolge hat er bisher mehr als 200.000 Tonträger verkauft. Seine erfolgreichsten Veröffentlichungen sind die beiden Studioalben Meile für Meyle und New York – Stintino mit jeweils über 100.000 verkauften Einheiten.

## Alben

### Studioalben
| Jahr | Titel Musiklabel                           | Höchstplatzierung, Gesamtwochen, AuszeichnungChartplatzierungen (Jahr, Titel, Musiklabel, Platzierungen, Wochen, Auszeichnungen, Anmerkungen) | Höchstplatzierung, Gesamtwochen, AuszeichnungChartplatzierungen (Jahr, Titel, Musiklabel, Platzierungen, Wochen, Auszeichnungen, Anmerkungen) | Höchstplatzierung, Gesamtwochen, AuszeichnungChartplatzierungen (Jahr, Titel, Musiklabel, Platzierungen, Wochen, Auszeichnungen, Anmerkungen) | Anmerkungen                                              |
| Jahr | Titel Musiklabel                           | DE | AT | CH | Anmerkungen                                              |
| ---- | ------------------------------------------ | --- | --- | --- | -------------------------------------------------------- |
| 2008 | So soll es sein Polydor                    | DE8 (8 Wo.)DE | AT26 (5 Wo.)AT | CH31 (4 Wo.)CH | Erstveröffentlichung: 28. März 2008                      |
| 2010 | Meylenweit WortArt                         | DE46 (5 Wo.)DE | AT41 (2 Wo.)AT | — | Erstveröffentlichung: 16. April 2010                     |
| 2012 | Meile für Meyle Meylemusic                 | DE9 Gold · (36 Wo.)DE | AT5 (20 Wo.)AT | CH11 (10 Wo.)CH | Erstveröffentlichung: 27. April 2012 Verkäufe: + 100.000 |
| 2014 | New York – Stintino Meylemusic             | DE5 Gold · (25 Wo.)DE | AT4 (12 Wo.)AT | CH6 (8 Wo.)CH | Erstveröffentlichung: 23. Mai 2014 Verkäufe: + 100.000   |
| 2016 | Die Leichtigkeit des Seins Meylemusic      | DE13 (9 Wo.)DE | AT11 (3 Wo.)AT | CH39 (2 Wo.)CH | Erstveröffentlichung: 11. November 2016                  |
| 2018 | Hätt’ auch anders kommen können Meylemusic | DE11 (6 Wo.)DE | AT20 (3 Wo.)AT | CH35 (1 Wo.)CH | Erstveröffentlichung: 12. Oktober 2018                   |
| 2024 | Individualität Meylemusic                  | DE10 (1 Wo.)DE | AT66 (1 Wo.)AT | — | Erstveröffentlichung: 1. März 2024                       |

### Livealben
| Jahr | Titel Musiklabel                   | Höchstplatzierung, Gesamtwochen, AuszeichnungChartplatzierungen (Jahr, Titel, Musiklabel, Platzierungen, Wochen, Auszeichnungen, Anmerkungen) | Höchstplatzierung, Gesamtwochen, AuszeichnungChartplatzierungen (Jahr, Titel, Musiklabel, Platzierungen, Wochen, Auszeichnungen, Anmerkungen) | Höchstplatzierung, Gesamtwochen, AuszeichnungChartplatzierungen (Jahr, Titel, Musiklabel, Platzierungen, Wochen, Auszeichnungen, Anmerkungen) | Anmerkungen                                                                                       |
| Jahr | Titel Musiklabel                   | DE | AT | CH | Anmerkungen                                                                                       |
| ---- | ---------------------------------- | --- | --- | --- | ------------------------------------------------------------------------------------------------- |
| 2008 | Gregor Meyle & Band – Live Polydor | DE*DE | — | — | Erstveröffentlichung: 1. Januar 2008 * Verkäufe werden So soll es sein hinzuaddiert               |
| 2010 | Live – Laut und leise Meylemusic   | DE*DE | — | — | Erstveröffentlichung: 3. Dezember 2010 * Verkäufe werden Meylenweit hinzuaddiert                  |
| 2013 | Meile für Meyle – Live Meylemusic  | DE*DE | — | — | Erstveröffentlichung: 12. April 2013 * Verkäufe werden Meile für Meyle hinzuaddiert               |
| 2015 | Live 2015 Meylemusic               | DE88 (1 Wo.)DE | — | — | Erstveröffentlichung: 30. Oktober 2015                                                            |
| 2019 | Absolut Live Meylemusic            | DE*DE | — | — | Erstveröffentlichung: 5. Juli 2019 * Verkäufe werden Hätt’ auch anders kommen können hinzuaddiert |

### Kompilationen
| Jahr | Titel Musiklabel                                      | Höchstplatzierung, Gesamtwochen, AuszeichnungChartplatzierungen (Jahr, Titel, Musiklabel, Platzierungen, Wochen, Auszeichnungen, Anmerkungen) | Höchstplatzierung, Gesamtwochen, AuszeichnungChartplatzierungen (Jahr, Titel, Musiklabel, Platzierungen, Wochen, Auszeichnungen, Anmerkungen) | Höchstplatzierung, Gesamtwochen, AuszeichnungChartplatzierungen (Jahr, Titel, Musiklabel, Platzierungen, Wochen, Auszeichnungen, Anmerkungen) | Anmerkungen                            |
| Jahr | Titel Musiklabel                                      | DE | AT | CH | Anmerkungen                            |
| ---- | ----------------------------------------------------- | --- | --- | --- | -------------------------------------- |
| 2020 | Tutto andrà bene (Piano & Strings Best-Of) Meylemusic | DE33 (1 Wo.)DE | — | — | Erstveröffentlichung: 4. Dezember 2020 |

### Soundtracks
| Jahr | Titel Musiklabel               | Höchstplatzierung, Gesamtwochen, AuszeichnungChartplatzierungen (Jahr, Titel, Musiklabel, Platzierungen, Wochen, Auszeichnungen, Anmerkungen) | Höchstplatzierung, Gesamtwochen, AuszeichnungChartplatzierungen (Jahr, Titel, Musiklabel, Platzierungen, Wochen, Auszeichnungen, Anmerkungen) | Höchstplatzierung, Gesamtwochen, AuszeichnungChartplatzierungen (Jahr, Titel, Musiklabel, Platzierungen, Wochen, Auszeichnungen, Anmerkungen) | Anmerkungen                                             |
| Jahr | Titel Musiklabel               | DE | AT | CH | Anmerkungen                                             |
| ---- | ------------------------------ | --- | --- | --- | ------------------------------------------------------- |
| 2015 | Meylensteine Meylemusic        | DE6 (13 Wo.)DE | AT6 (8 Wo.)AT | CH10 (6 Wo.)CH | Erstveröffentlichung: 12. Juni 2015 mit Various Artists |
| 2017 | Meylensteine Vol. 2 Meylemusic | DE10 (7 Wo.)DE | AT11 (4 Wo.)AT | CH18 (4 Wo.)CH | Erstveröffentlichung: 26. Mai 2017 mit Various Artists  |

## Singles

### Als Leadmusiker
| Jahr | Titel Album                                            | Höchstplatzierung, Gesamtwochen, AuszeichnungChartplatzierungen (Jahr, Titel, Album, Platzierungen, Wochen, Auszeichnungen, Anmerkungen) | Höchstplatzierung, Gesamtwochen, AuszeichnungChartplatzierungen (Jahr, Titel, Album, Platzierungen, Wochen, Auszeichnungen, Anmerkungen) | Höchstplatzierung, Gesamtwochen, AuszeichnungChartplatzierungen (Jahr, Titel, Album, Platzierungen, Wochen, Auszeichnungen, Anmerkungen) | Anmerkungen                                                 |
| Jahr | Titel Album                                            | DE | AT | CH | Anmerkungen                                                 |
| --- | ------------------------------------------------------ | --- | --- | --- | ----------------------------------------------------------- |
| 2008 | Niemand So soll es sein                                | DE30 (7 Wo.)DE | AT50 (1 Wo.)AT | CH45 (2 Wo.)CH | Erstveröffentlichung: 1. Februar 2008                       |
| 2008 | So soll es sein                                        | DE77 (2 Wo.)DE | — | — | Erstveröffentlichung: 28. März 2008                         |
| 2014 | Hier spricht dein Herz New York – Stintino             | DE54 (1 Wo.)DE | AT39 (2 Wo.)AT | — | Erstveröffentlichung: 9. Mai 2014                           |
| 2016 | Die Leichtigkeit des Seins                             | — | — | — | Erstveröffentlichung: 14. Oktober 2016                      |
| 2017 | Das nennt man Glück Die Leichtigkeit des Seins         | — | — | — | Erstveröffentlichung: 24. März 2017                         |
| 2017 | Fallschirm 2017 Meylensteine Vol. 2                    | — | — | — | Erstveröffentlichung: 26. Mai 2017 mit MIA.; Original: MIA. |
| 2018 | Wie kann das geschehen Hätt’ auch anders kommen können | — | — | — | Erstveröffentlichung: 28. September 2018                    |
| 2018 | Weck mich niemals auf Hätt’ auch anders kommen können  | — | — | — | Erstveröffentlichung: 16. November 2018                     |
| 2019 | Stolz auf uns Hätt’ auch anders kommen können          | — | — | — | Erstveröffentlichung: 10. Mai 2019                          |
| 2019 | Keine ist wie du Meylensteine                          | DE94 (1 Wo.)DE | AT71 (1 Wo.)AT | — | Erstveröffentlichung: 12. Juni 2019 mit Sarah Connor        |
| 2019 | Das schönste auf der Welt (Live) Absolut Live          | — | — | — | Erstveröffentlichung: 5. Juli 2019                          |
| 2019 | Kriegen’s schon irgendwie hin (Live) Absolut Live      | — | — | — | Erstveröffentlichung: 5. Juli 2019                          |
| 2019 | Mann im Mond (Live) Absolut Live                       | — | — | — | Erstveröffentlichung: 5. Juli 2019                          |
| 2022 | Komm kurz rüber Individualität                         | — | — | — | Erstveröffentlichung: 4. März 2022                          |
| 2022 | Gleichgewicht Individualität                           | — | — | — | Erstveröffentlichung: 14. Oktober 2022                      |
| 2023 | Weil sich träumen lohnt Individualität                 | — | — | — | Erstveröffentlichung: 20. Oktober 2023                      |
| Folgende Lieder erschienen nicht als Single, wurden aber durch das Album zum Download und Streaming bereitgestellt und konnten somit eine Platzierung erlangen: |                                                        | | | |                                                             |
| |                                                        | | | |                                                             |
| 2014 | Du bist das Licht Meile für Meyle                      | DE69 (2 Wo.)DE | AT51 (1 Wo.)AT | CH47 (1 Wo.)CH | Charteinstieg: 1. Juni 2014                                 |
| 2014 | Keine ist wie du Meile für Meyle                       | DE2 (10 Wo.)DE | AT3 (11 Wo.)AT | CH5 (3 Wo.)CH | Charteinstieg: 1. Juni 2014                                 |

### Als Gastmusiker
| Jahr | Titel Album      | Höchstplatzierung, Gesamtwochen, AuszeichnungChartplatzierungen (Jahr, Titel, Album, Platzierungen, Wochen, Auszeichnungen, Anmerkungen) | Höchstplatzierung, Gesamtwochen, AuszeichnungChartplatzierungen (Jahr, Titel, Album, Platzierungen, Wochen, Auszeichnungen, Anmerkungen) | Höchstplatzierung, Gesamtwochen, AuszeichnungChartplatzierungen (Jahr, Titel, Album, Platzierungen, Wochen, Auszeichnungen, Anmerkungen) | Anmerkungen                                                                                         |
| Jahr | Titel Album      | DE | AT | CH | Anmerkungen                                                                                         |
| ---- | ---------------- | --- | --- | --- | --------------------------------------------------------------------------------------------------- |
| 2014 | Kontaktannonce – | — | — | — | Erstveröffentlichung: 5. September 2014 Umbo feat. Gregor Meyle                                     |
| 2015 | Say Something –  | — | — | — | Erstveröffentlichung: 2. Oktober 2015 Charlie Winston feat. Gregor Meyle; Original: Charlie Winston |

## Videoalben und Musikvideos

### Videoalben
| Jahr | Titel Musiklabel     | Anmerkungen                                                                                      |
| ---- | -------------------- | ------------------------------------------------------------------------------------------------ |
| 2015 | Live 2015 Meylemusic | Erstveröffentlichung: 30. Oktober 2015 Verkäufe werden in Deutschland dem Livealbum hinzuaddiert |

### Musikvideos
| Jahr | Titel                      | Regisseur(e)       |
| ---- | -------------------------- | ------------------ |
| 2008 | Niemand                    | Marcus Layton Nake |
| 2008 | So soll es sein            | Marcus Layton Nake |
| 2010 | Jetzt                      |                    |
| 2010 | Denk’ was Du willst        | Sandeep Mehta      |
| 2012 | Du bist das Licht          |                    |
| 2012 | Dann bin ich zu Haus       |                    |
| 2014 | Hier spricht dein Herz     | Sandeep Mehta      |
| 2015 | Irgendwer findet mich      | Andreas Z. Simon   |
| 2016 | Die Leichtigkeit des Seins |                    |
| 2017 | Fallschirm 2017            |                    |
| 2019 | Stolz auf uns              |                    |
| 2020 | Niemand (Unplugged)        | Sven Lehmann       |
| 2022 | Komm kurz rüber            | Sven Lehmann       |

## Autorenbeteiligungen
Liste der Autorenbeteiligungen von Gregor Meyle
Die folgende Auflistung beinhaltet Lieder, die Meyle für andere schrieb und in denen er nicht als Sänger auftritt. Des Weiteren schreibt er auch die meisten seiner Lieder selbst. Coverversionen sind auch ausgenommen.
- 2011: Finde dein Glück – Edo Zanki
- 2013: Denk’ was Du willst – Mary Roos
- 2016: Bleib unterwegs – Laith Al-Deen

Gregor Meyle als Autor in den Singlecharts

| Jahr | Titel Interpretation            | Höchstplatzierung, Gesamtwochen, AuszeichnungChartplatzierungen (Jahr, Titel, Interpretation, Platzierungen, Wochen, Auszeichnungen, Anmerkungen) | Höchstplatzierung, Gesamtwochen, AuszeichnungChartplatzierungen (Jahr, Titel, Interpretation, Platzierungen, Wochen, Auszeichnungen, Anmerkungen) | Höchstplatzierung, Gesamtwochen, AuszeichnungChartplatzierungen (Jahr, Titel, Interpretation, Platzierungen, Wochen, Auszeichnungen, Anmerkungen) | Anmerkungen                  |
| Jahr | Titel Interpretation            | DE | AT | CH | Anmerkungen                  |
| --- | ------------------------------- | --- | --- | --- | ---------------------------- |
| Folgende Lieder erschienen nicht als Single, wurden aber durch das Album zum Download und Streaming bereitgestellt und konnten somit eine Platzierung erlangen: |                                 | | | |                              |
| |                                 | | | |                              |
| 2014 | Du bist das Licht Xavier Naidoo | DE46 (3 Wo.)DE | AT44 (2 Wo.)AT | CH52 (2 Wo.)CH | Charteinstieg: 1. Juni 2014  |
| 2014 | Keiner ist wie du Sarah Connor  | DE12 (6 Wo.)DE | AT9 (5 Wo.)AT | CH22 (3 Wo.)CH | Charteinstieg: 19. Juni 2014 |

## Sonderveröffentlichungen
| Jahr | Titel Album                                                                    | Anmerkungen |
| ---- | ------------------------------------------------------------------------------ | --- |
| 2015 | Soll ich Dich befreien Seelenschiffe                                           | Erstveröffentlichung: 27. März 2015 Karat feat. Gregor Meyle                                                        |
| 2016 | Verdammt, ich lieb’ Dich Phoenix                                               | Erstveröffentlichung: 15. April 2016 Matthias Reim feat. Gregor Meyle; Original: Matthias Reim                      |
| 2016 | Leise rieselt der Schnee Ein Wintermärchen – Weihnachtslieder aus Deutschland  | Erstveröffentlichung: 25. November 2016 Deutsches Filmorchester Babelsberg feat. Gregor Meyle                       |
| 2016 | In diesem Moment (Unplugged) MTV Unplugged                                     | Erstveröffentlichung: 25. November 2016 Andreas Gabalier feat. Gregor Meyle                                         |
| 2017 | Alles wird gut Helene Fischer (Limitierte Fanbox)                              | Erstveröffentlichung: 12. Mai 2017 Helene Fischer feat. Gregor Meyle                                                |
| 2017 | Fremde oder Freunde Wenn nicht wir.                                            | Erstveröffentlichung: 29. September 2017 Howard Carpendale feat. Gregor Meyle                                       |
| 2020 | Falling Slowly (Live) Die Helene Fischer Show – Meine schönsten Momente Vol. 1 | Erstveröffentlichung: 20. Dezember 2020 Helene Fischer feat. Gregor Meyle; Original: Glen Hansard & Markéta Irglová |

| Jahr | Titel Album                                                                                      | Anmerkungen |
| ---- | ------------------------------------------------------------------------------------------------ | --- |
| 2014 | Sunday Lover Sing meinen Song – Das Tauschkonzert                                                | Erstveröffentlichung: 16. Mai 2014 Original: Guano Apes                                                             |
| 2014 | Turn It Into Something Special Sing meinen Song – Das Tauschkonzert                              | Erstveröffentlichung: 16. Mai 2014 Original: Sasha                                                                  |
| 2014 | Und wenn dein Lied Sing meinen Song – Das Tauschkonzert                                          | Erstveröffentlichung: 16. Mai 2014 mit den Sing meinen Song Allstars; Original: Söhne Mannheims – Und wenn ein Lied |
| 2014 | Frauen regier’n die Welt Sing meinen Song – Das Tauschkonzert (Deluxe Edition)                   | Erstveröffentlichung: 6. Juni 2014 Original: Roger Cicero                                                           |
| 2014 | Ich kenne nichts (das so schön ist wie du) Sing meinen Song – Das Tauschkonzert (Deluxe Edition) | Erstveröffentlichung: 6. Juni 2014 Original: Xavier Naidoo & RZA                                                    |
| 2014 | Driving Home for Christmas Sing meinen Song – Das Weihnachtskonzert                              | Erstveröffentlichung: 5. Dezember 2014 Original: Chris Rea                                                          |
| 2014 | Stille Nacht, heilige Nacht Sing meinen Song – Das Weihnachtskonzert                             | Erstveröffentlichung: 5. Dezember 2014                                                                              |
| 2015 | Irgendwer findet mich Dein Song 2015                                                             | Erstveröffentlichung: 6. März 2015 mit Thies Engel                                                                  |
| 2017 | Ged davon aus Xaviers Wunschkonzert, Vol. 5                                                      | Erstveröffentlichung: 3. November 2017 mit Xavier Naidoo; Original: Söhne Mannheims                                 |
| 2017 | You’re My Heart, You’re My Soul Xaviers Wunschkonzert, Vol. 5                                    | Erstveröffentlichung: 3. November 2017 Original: Modern Talking                                                     |

## Promoveröffentlichungen
Promo-Singles

| Jahr | Titel Album                                                 | Höchstplatzierung, Gesamtwochen, AuszeichnungChartplatzierungen (Jahr, Titel, Album, Platzierungen, Wochen, Auszeichnungen, Anmerkungen) | Höchstplatzierung, Gesamtwochen, AuszeichnungChartplatzierungen (Jahr, Titel, Album, Platzierungen, Wochen, Auszeichnungen, Anmerkungen) | Höchstplatzierung, Gesamtwochen, AuszeichnungChartplatzierungen (Jahr, Titel, Album, Platzierungen, Wochen, Auszeichnungen, Anmerkungen) | Anmerkungen                                                    |
| Jahr | Titel Album                                                 | DE | AT | CH | Anmerkungen                                                    |
| ---- | ----------------------------------------------------------- | --- | --- | --- | -------------------------------------------------------------- |
| 2014 | Sunday Lover Sing meinen Song – Das Tauschkonzert (Sampler) | DE83 (3 Wo.)DE | AT25 (5 Wo.)AT | — | Erstveröffentlichung: 29. April 2014 Original: Guano Apes      |
| 2014 | So liab hob i di –                                          | — | — | — | Erstveröffentlichung: 6. Mai 2014 Original: Andreas Gabalier   |
| 2015 | Soll ich Dich befreien Seelenschiffe                        | — | — | — | Erstveröffentlichung: 14. August 2015 Karat feat. Gregor Meyle |

## Statistik

### Chartauswertung
Die folgende Aufstellung beinhaltet eine Übersicht über die Charterfolge von Gregor Meyle in den Album- und Singlecharts. Zu berücksichtigen ist, dass unter den Singles nur Interpretationen von Meyle enthalten sind, reine Autorenbeteiligungen sind nicht mit inbegriffen.
|                     | DE     | AT    | CH    |
| ------------------- | ------ | ----- | ----- |
| Nummer-eins-Alben   | DE—DE  | AT—AT | CH—CH |
| Top-10-Alben        | DE6DE  | AT3AT | CH2CH |
| Alben in den Charts | DE11DE | AT9AT | CH7CH |

|                       | DE    | AT    | CH    |
| --------------------- | ----- | ----- | ----- |
| Nummer-eins-Singles   | DE—DE | AT—AT | CH—CH |
| Top-10-Singles        | DE1DE | AT1AT | CH1CH |
| Singles in den Charts | DE7DE | AT6AT | CH3CH |

### Auszeichnungen für Musikverkäufe
Anmerkung: Auszeichnungen in Ländern aus den Charttabellen bzw. Chartboxen sind in ebendiesen zu finden.
| Land/RegionAuszeichnungen für Musikverkäufe (Land/Region, Auszeichnungen, Verkäufe, Quellen) | Gold     | Platin | Verkäufe | Quellen           |
| -------------------------------------------------------------------------------------------- | -------- | ------ | -------- | ----------------- |
| Deutschland (BVMI)                                                                           | 2× Gold2 | —      | 200.000  | musikindustrie.de |
| Insgesamt                                                                                    | 2× Gold2 | —      |          |                   |